# Płonka Kościelna
Płonka Kościelna – wieś w Polsce położona w województwie podlaskim, w powiecie białostockim, w gminie Łapy.
Zaścianek szlachecki Kościelna należący do okolicy zaściankowej Płonka położony był w drugiej połowie XVII wieku w powiecie suraskim ziemi bielskiej województwa podlaskiego.
| SIMC    | Nazwa     | Rodzaj    |
| ------- | --------- | --------- |
| 0033880 | Glinki    | część wsi |
| 0033896 | Kaczorowo | część wsi |
| 0033904 | Ptasia    | część wsi |

## Historia i położenie
Płonka Kościelna jest usytuowana w odległości 4 km na północny zachód od Łap i 30 km na południowy zachód od Białegostoku. Przebiega przez nią droga wojewódzka nr 681. Miejscowość znajduje się w dolinie rzeki Awissa, lewobrzeżnego dopływu Narwi.
Pierwsze informacje na temat wsi pochodzą z roku 1203, z dokumentu wystawionego przez księcia Konrada Mazowieckiego, który nadał biskupowi płockiemu Gunterowi dobra ziemskie. Płonka jest wymieniona w dokumencie dwukrotnie: jako własność biskupa oraz jako wieś, w której może on pobierać myto za przeprawę przez rzekę (most?). Wiadomo było, że na wspomniane tereny zaczęli napływać osadnicy, głównie z Mazowsza.
Kolejne wzmianki o Płonce pojawiły się dwieście lat później. Na temat miejscowości pisano także w poł. XVII w., kiedy to wojska Wincentego Gosiewskiego zatrzymały się w Płonce podczas przemarszu z Brańska do Prus Książęcych. W 1827 wieś Płonka Wielka, zwana też Kościelną, liczyła 737 mórg obszaru. Posiadała drewniany kościół parafialny, wiatrak, szkołę początkową, jak również dom schronienia (przytułek) dla starców i kalek.
27 maja 1944 Niemcy przeprowadzili aresztowania wśród mieszkańców wsi. Żołnierze SS (lub SD) wraz z żandarmami z Łap zorganizowali obławę ludność. Aresztowanych przewieziono do Białegostoku a następnie do obozów koncentracyjnych. 7 osób wśród zatrzymanych już nie powróciła do domów. W czasie łapanki zamordowano Mieczysława Płońskiego.
W latach 1954-1972 wieś była siedzibą gromady Płonka Kościelna. W latach 1975–1998 administracyjnie należała ona do województwa białostockiego. Według danych gminnych, pod koniec 2007 r. wieś zamieszkiwało 447 osób.
Obecnie Płonka Kościelna znana jest z miejscowego sanktuarium maryjnego, w którym znajduje się XVII-wieczny obraz Wniebowzięcia NMP pędzla Teodora Łosickiego. Wykonany techniką olejną, obraz ma wymiary 130 na 85 cm. W czerwcu 1985 r. odbyła się uroczystość koronacji tego obrazu.
W odległości niespełna 1 km w kierunku na południowy zachód, przy drodze do wsi Płonka-Matyski znajduje się tzw. cudowne źródło na Łasku, chętnie odwiedzane przez pielgrzymów. Natomiast we wrześniu 1983 r., dla uczczenia 300. rocznicy wiktorii wiedeńskiej, na placu przy skrzyżowaniu dróg w pobliżu kościoła odsłonięto kamienną rzeźbę – pomnik króla Jana III Sobieskiego.

## Powstanie parafii
Za oficjalną datę powstania parafii uważa się rok 1502, kiedy to dziedzice (Paweł, Michał, Marcin, Stefan i Jan Płońscy) zapisali miejscowemu kościołowi czterdzieści mórg ziemi. Powstała parafia należała do dekanatu Bielsk Podlaski.
Istniejący neogotycki kościół w Płonce zbudowano w latach 1905–1913. Dwuwieżowa świątynia miała 55 metrów długości oraz 25 metrów szerokości. Poważne zniszczenia wież, dachu i sklepienia, jakich budynek doznał w trakcie II wojny światowej, usuwano przez ponad 20 następnych lat. Obecnie kościół jest siedzibą parafii św. Michała Archanioła. W strukturze Kościoła rzymskokatolickiego parafia płonkowska należy do metropolii białostockiej, diecezji łomżyńskiej, dekanatu Łapy.
W odległości 0,2 km od kościoła zlokalizowano parafialny cmentarz (ma on powierzchnię ok. 2 ha). Obecnie istnieje możliwość skorzystania z wyszukiwarki osób zmarłych, pochowanych na cmentarzu.

## Obiekty zabytkowe
Zespół kościoła parafialnego, nr rej.: A-327 z 24.02.2011:
- neogotycki kościół pw. św. Michała Archanioła, zbudowany w latach 1906–1913
- drewniana kaplica cmentarna, pochodząca z 1800 r.
- cmentarz przy kościele, ob. nieczynny, XV-1905
- ogrodzenie z bramami, XVII, 1 ćw. XX[10]

## Galeria zdjęć

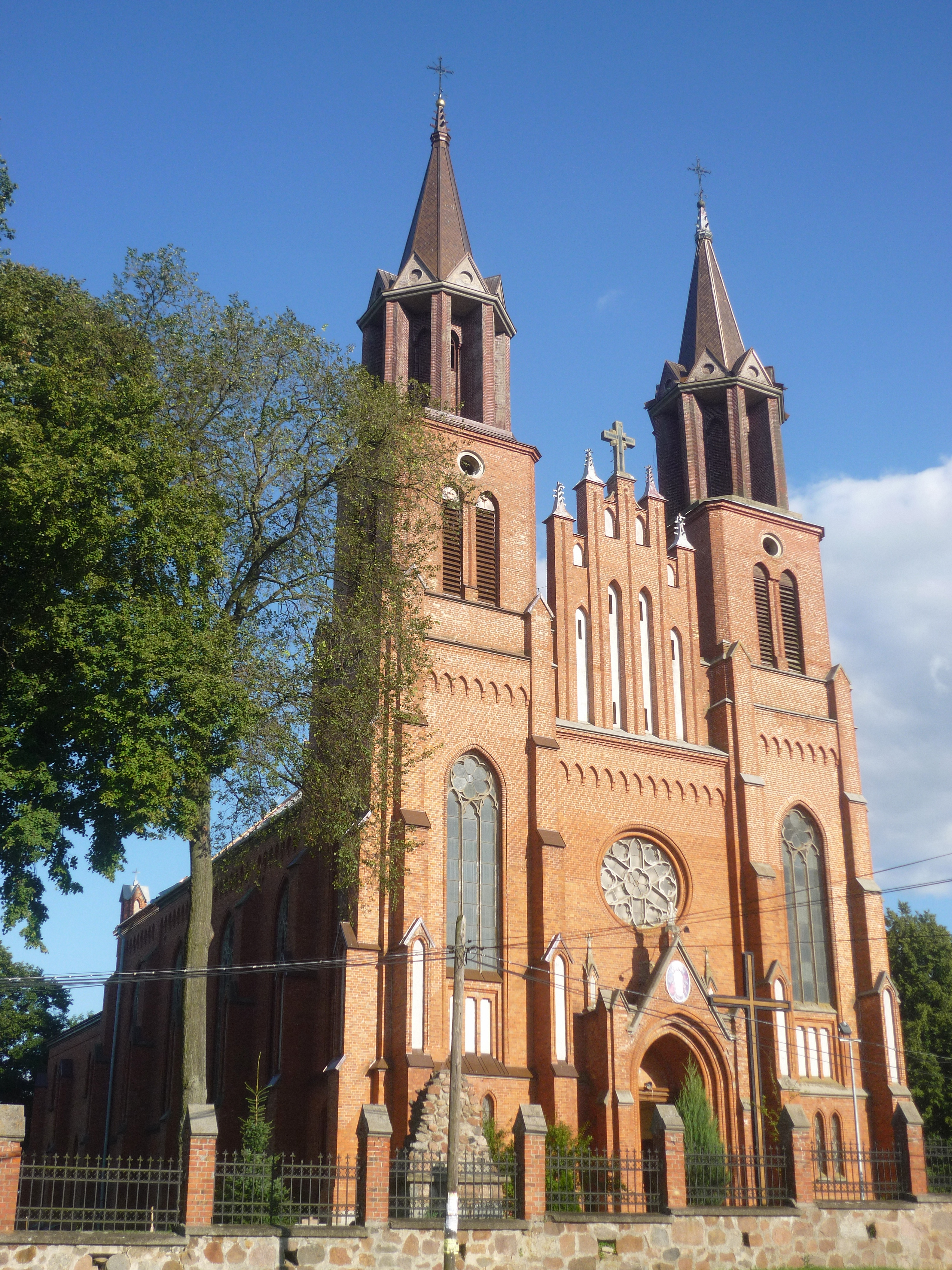
Kościół parafialny Michała Archanioła
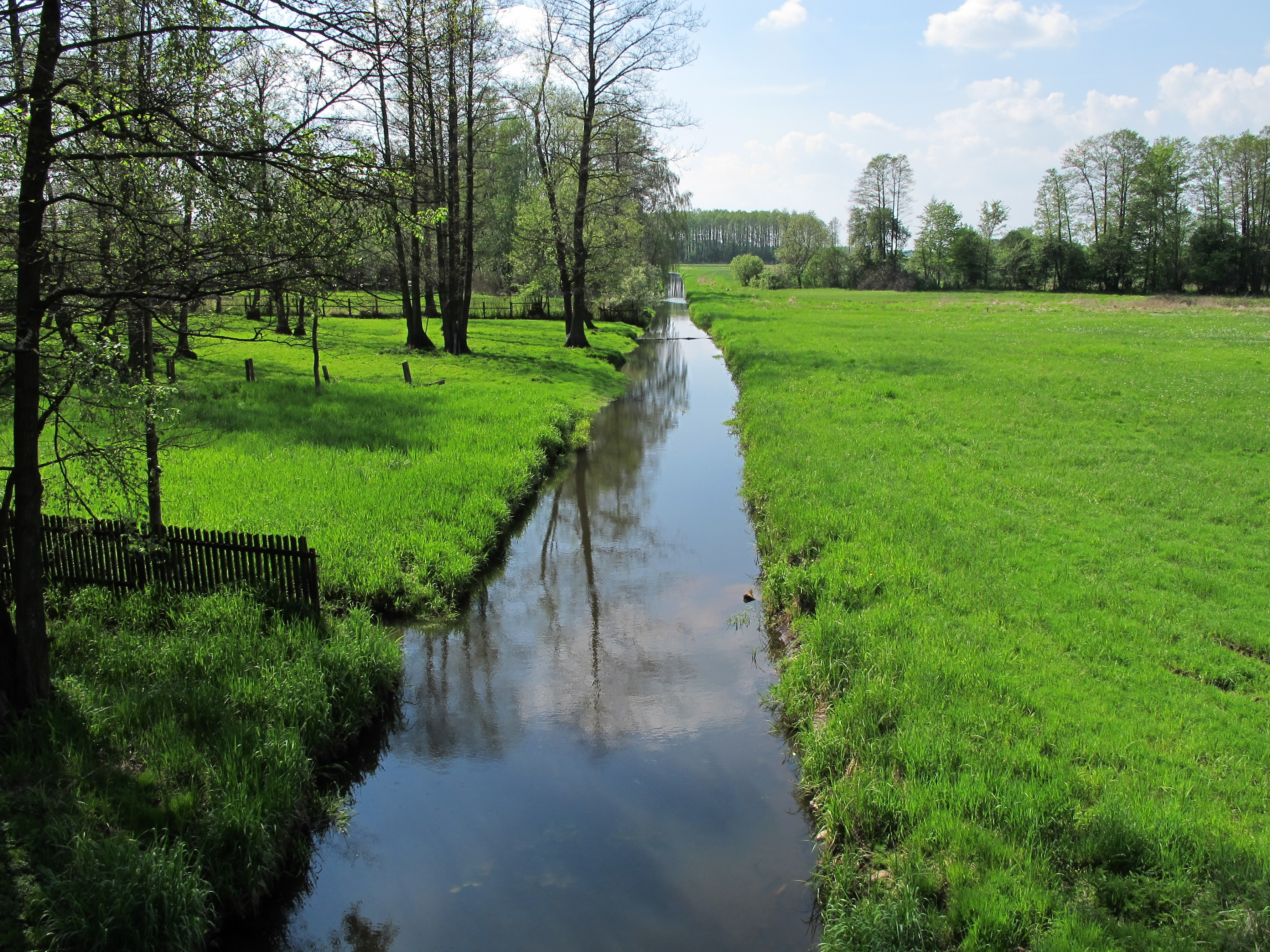
Rzeka Awissa
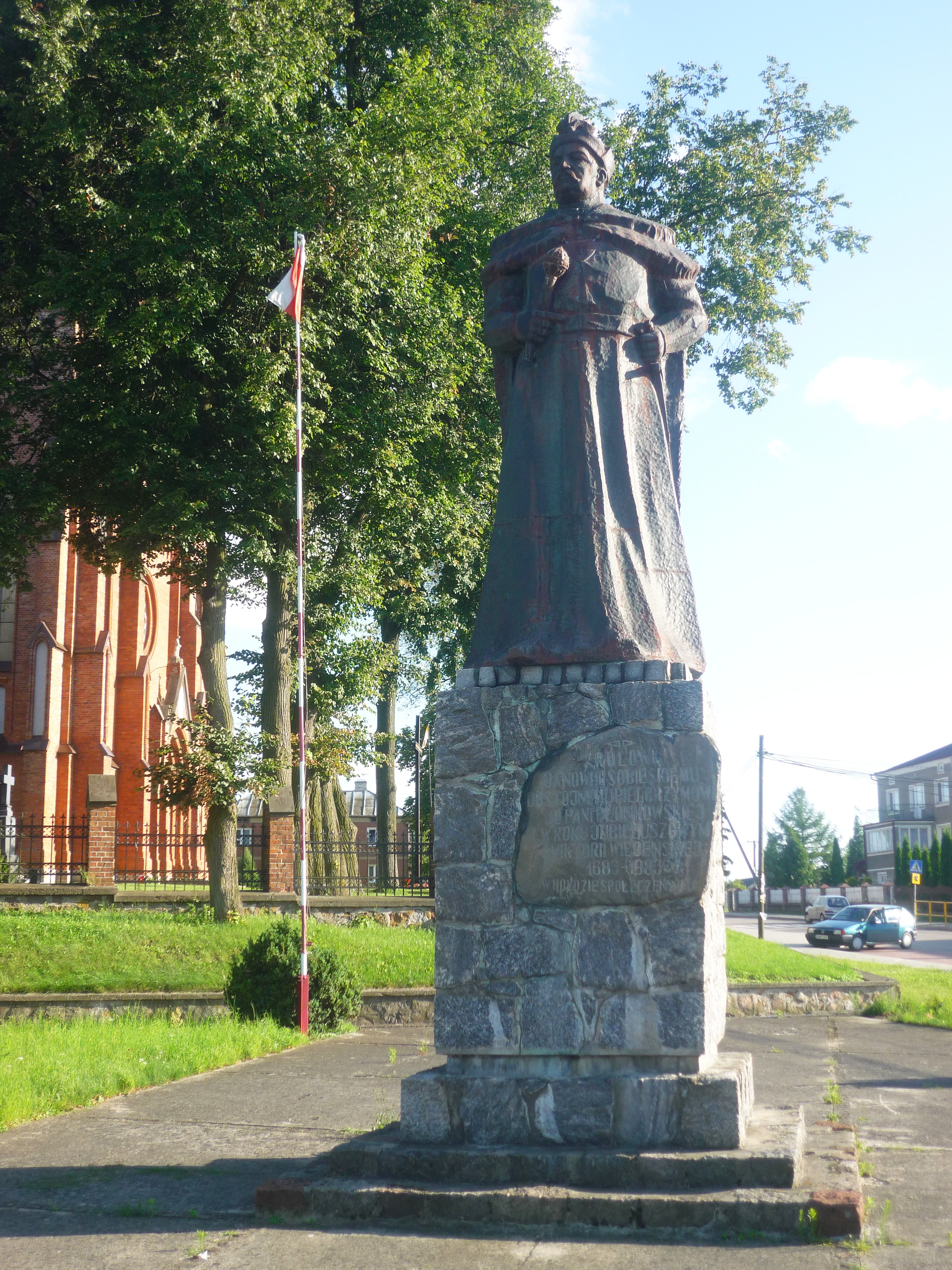
Pomnik króla Jana III Sobieskiego
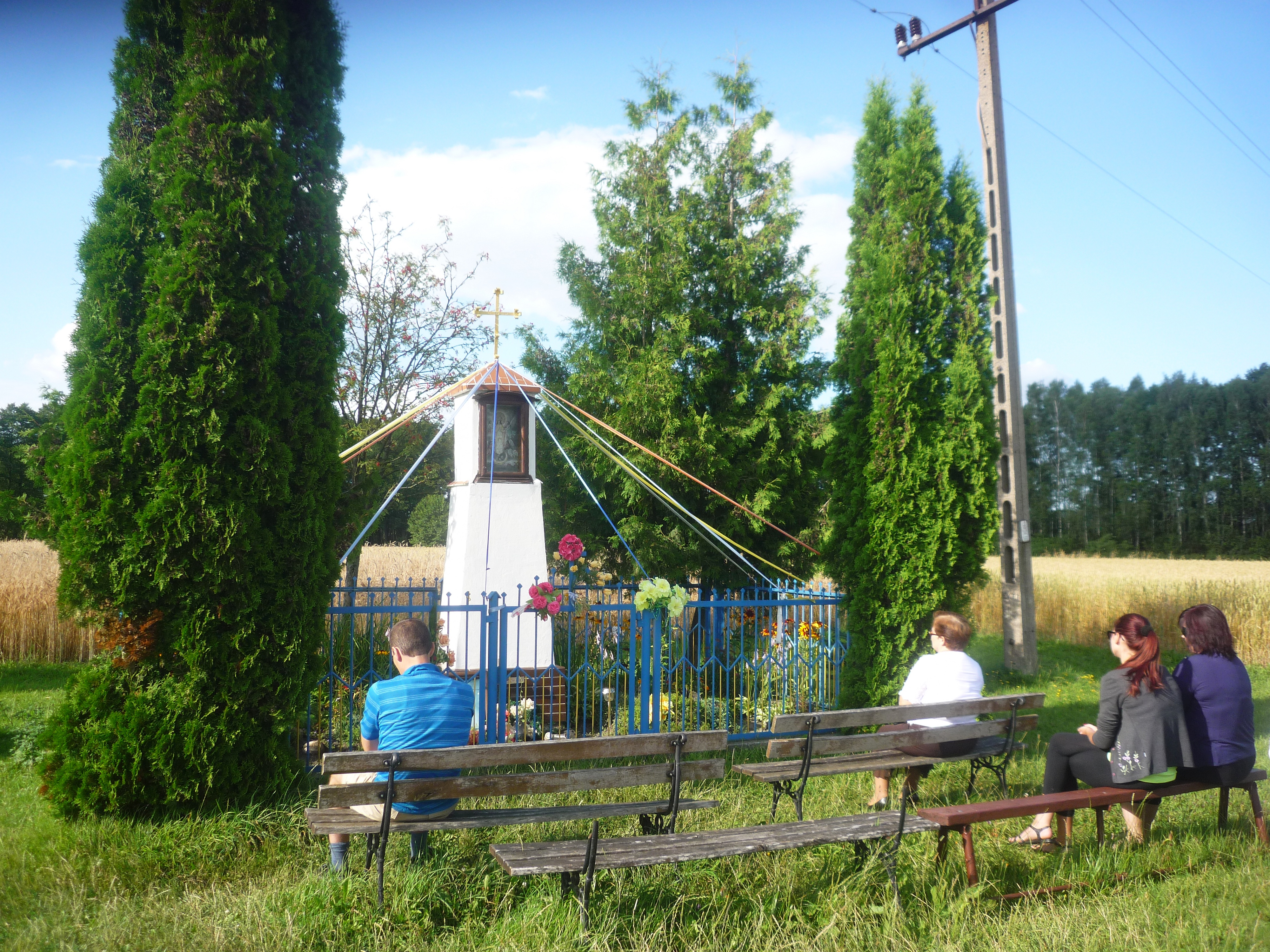
Cudowne źródlło na Łasku
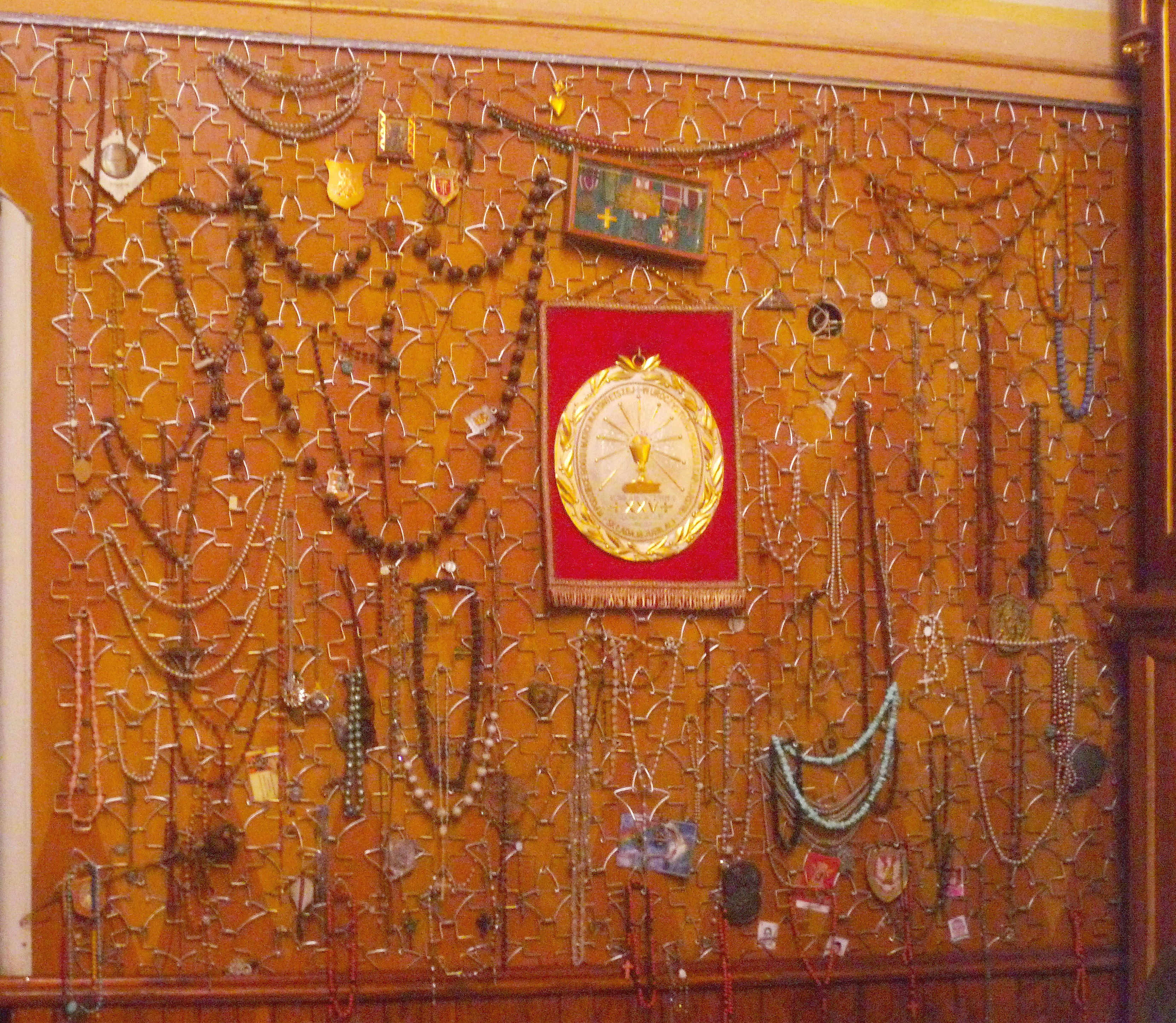
Wota w kościele parafialnym
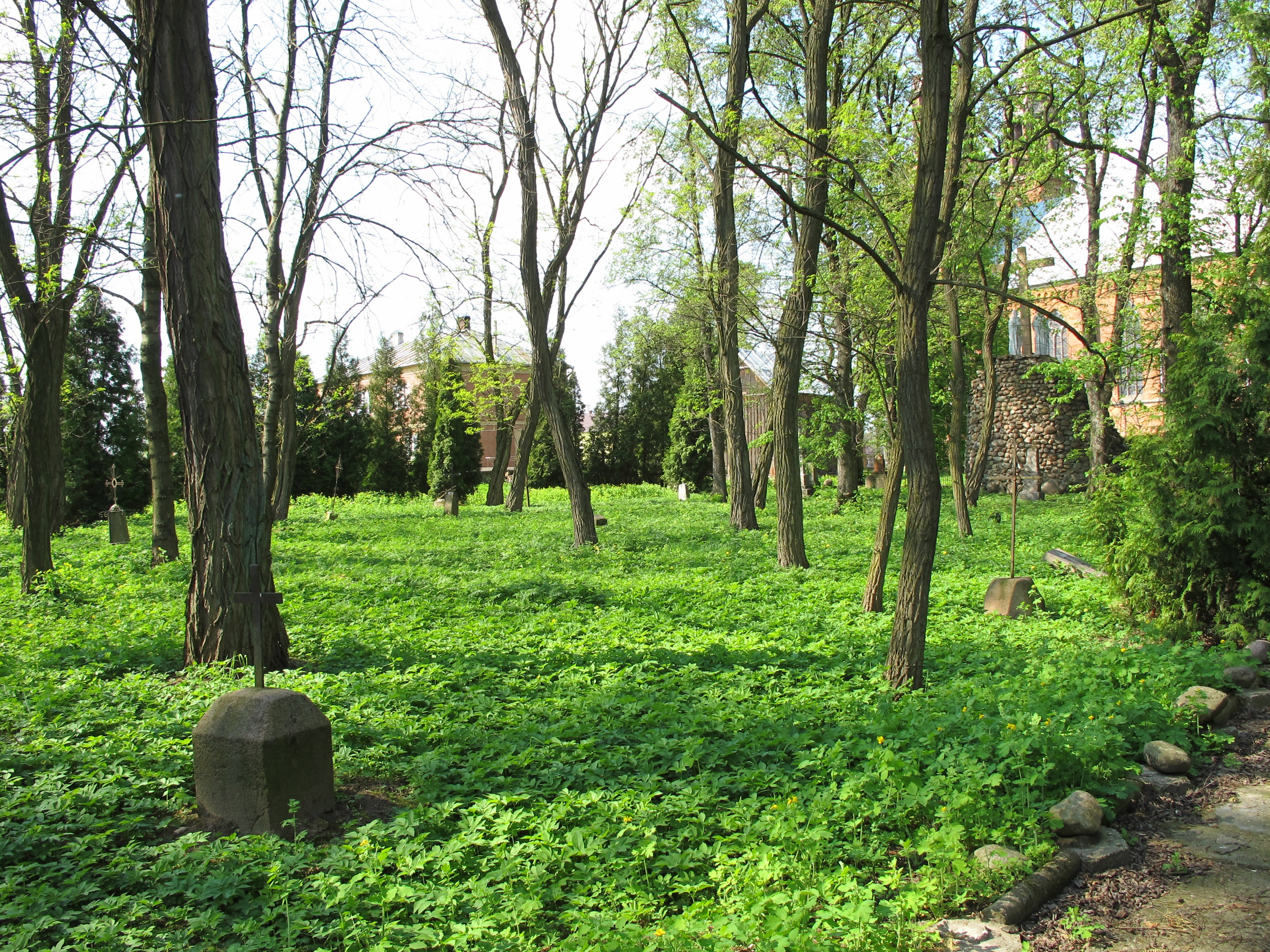
Cmentarz przy kościele, XV-1905